# 손병두 (1941년)
손병두(1941년 8월 3일 ~ )는 대한민국의 경영인이자 교육자, 언론인, 사회운동가이다. 종교는 천주교이며, 세례명은 요한 돈 보스코이다.
삼성그룹 회장비서실 이사, 제일제당 이사, 동서투자자문 대표이사 사장, 전국경제인연합회 상근부회장, 코피온 총재, 제12대 서강대학교 총장, 한국사립대학총장협의회 회장, 한국대학교육협의회 회장, KBS 이사장, 삼성꿈장학재단 이사장, 박정희대통령기념재단 이사장, 호암재단 이사장 등을 지냈다.
특히 박근혜대통령 취임 이후 처음으로 맞이한 박정희 전 대통령의 추도식에서 '간첩이 날뛰는 세상보다는 차라리 유신시대가 더 좋았다'는 등의 내용이 담긴 박정희 추도사를 낭독하여 5.16-유신 미화 논란에 휩싸였다.

## 학력
- 경복고등학교
- 서울대학교 경제학과
- 헐트국제경영대학원 경영학 석사
- 한양대학교 경영대학원 경영학 박사
- 경희대학교 경제학 명예박사